# Lola Young
Lola Young, född 4 januari 2001 i Croydon, är en engelsk sångare och låtskrivare, uppväxt i Beckenham i södra London.
År 2021 nominerades Young till Brit Awards Rising Star-kategori. Året därpå placerade hon sig på fjärde plats i BBC Sound of 2022.
Hennes singel, "Messy ", blev populär genom TikTok 2024, vilket ledde till en ökning av hennes internationella popularitet; samma år samarbetade Young med Tyler, the Creator på hans album Chromakopia och fortsatte att släppa singlar som "Wish You Were Dead" och "Big Brown Eyes".
Young lider av schizoaffektiv sjukdom, en diagnos hon talar öppet om.